# Disputa d'Olivença

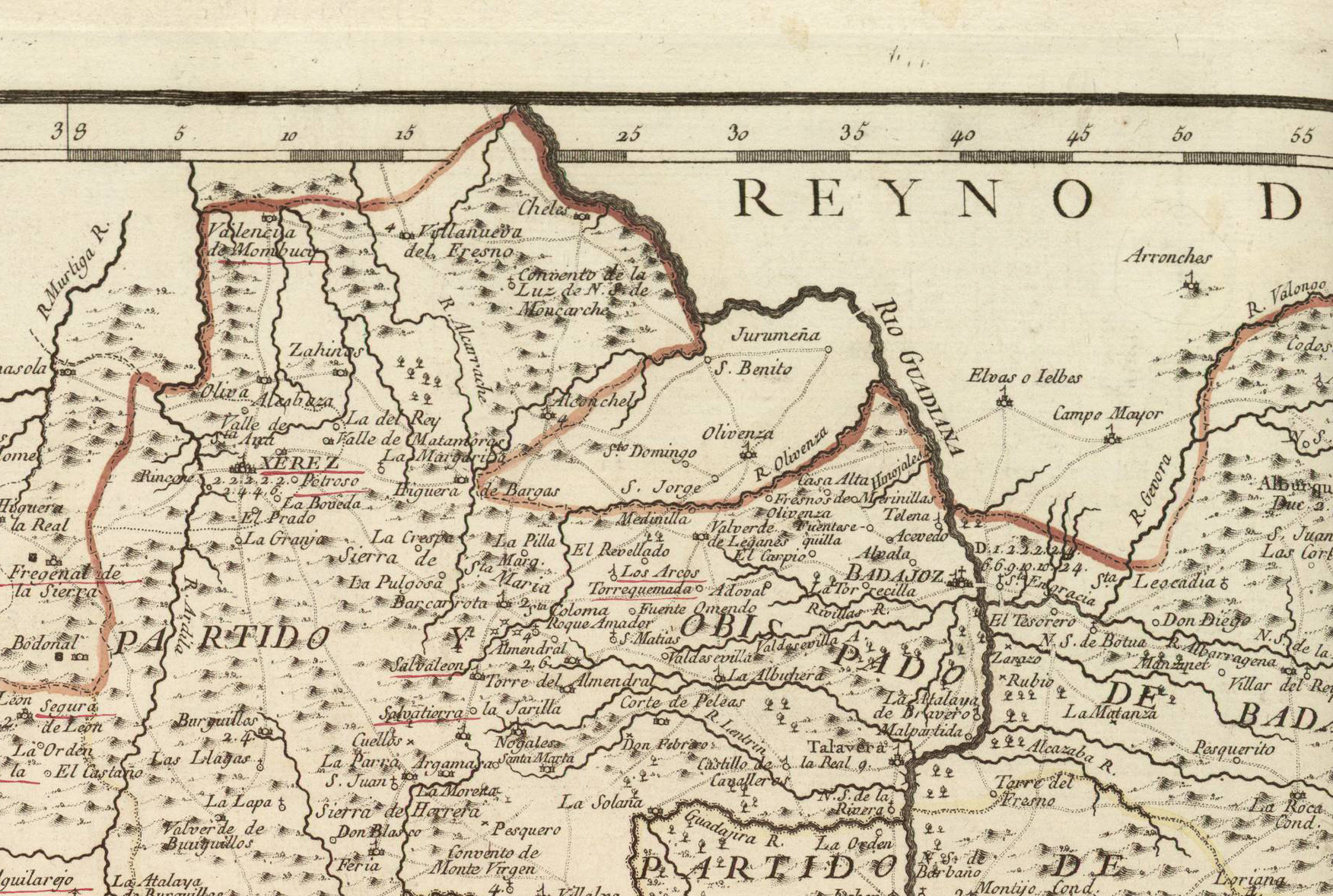
Mapa espanyol de 1766 (detall), pel cartògraf Tomás López de Vargas Machuca: Olivença es troba indicada dins territori portugués

La disputa d'Olivença es refereix a la controvèrsia entre Portugal i Espanya pel que fa a la sobirania sobre Olivença.
L'administració i sobirania espanyola d'Olivença i territoris adjacents no són reconegudes per Portugal, i la frontera encara resta per delimitar en aquesta zona. El 1801, amb el tractat de Badajoz, denunciat el 1808 per Portugal, el territori fou annexat per Espanya. El 1817, quan va subscriure el document resultant del congrés de Viena de 1815, Espanya en reconegué la sobirania portuguesa, i es comprometé a tornar el territori al més aviat possible, però mai no ho feu.

## Introducció
Derrotades les ambicions franconapoleòniques, es reuní el congrés de Viena, al setembre de 1814. Hi eren representades les principals potències d'Europa a l'època -Gran Bretanya, l'Imperi Austríac, el Regne de Prússia i Rússia-, i també Portugal, Espanya, Suècia, així com la vençuda França. En constituïen el Comitè dels Vuit, que seria l'òrgan principal del congrés. Els treballs se'n perllongaren fins a l'any següent, i se'n signà l'acta final el 9 de juny.
Del congrés de Viena emergí un nou ordre europeu que durant quasi mig segle regulà les relacions internacionals en el continent i el preservà de la guerra. Amb les signatures dels representants d'Àustria (von Metternich), de França (Talleyrand), de Gran Bretanya, de Prússia, de Rússia i de Suècia, venia la de D. Pedro de Sousa Holstein, futur duc de Palmela, cap de la delegació portuguesa. Espanya, que no ho va fer d'immediat, vindria també a subscriure l'Acta, a 7 de maig de 1817.

### La Guerra de les Taronges i el tractat de Badajoz

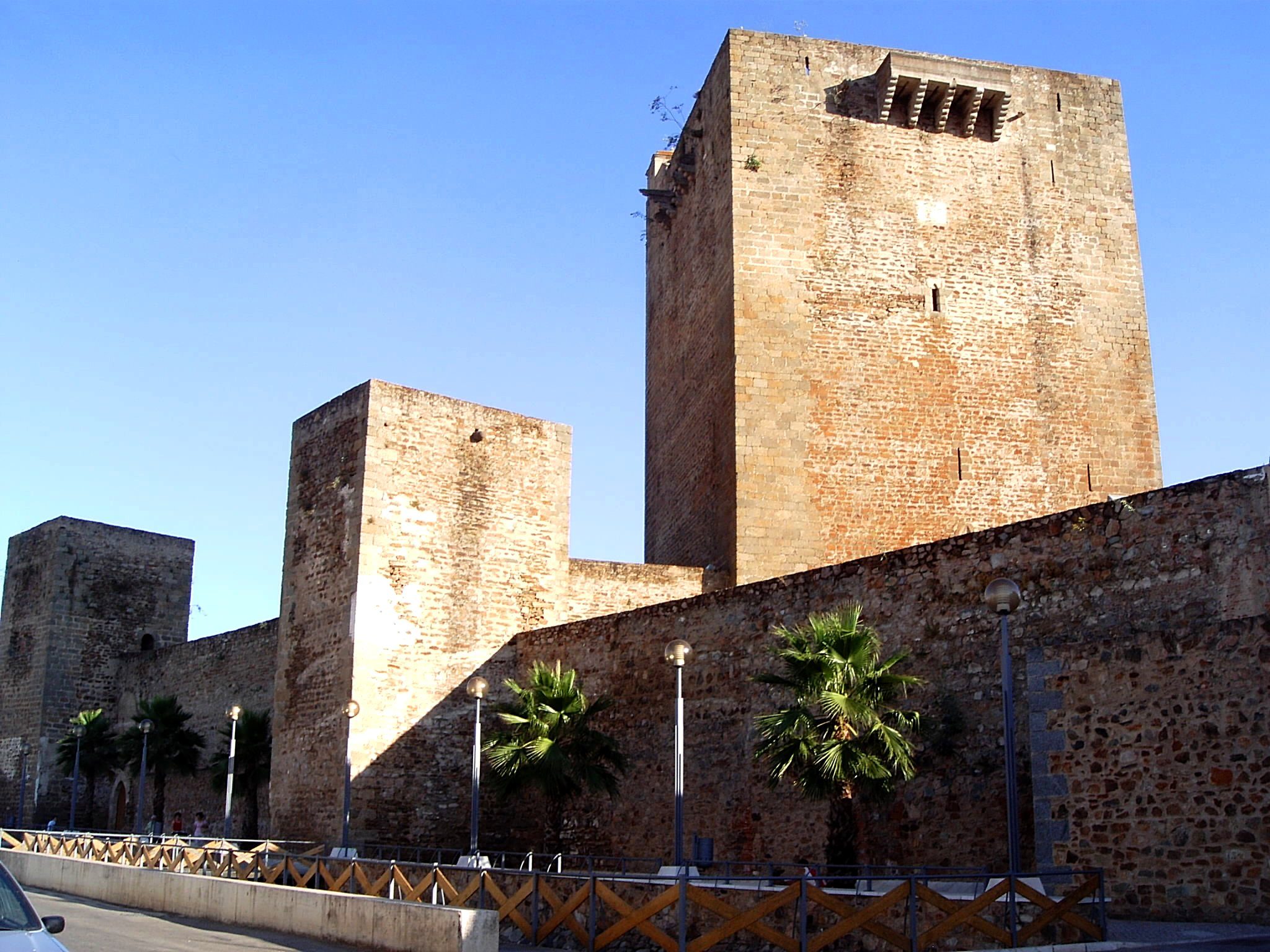
Castell d'Olivença: vista del donjon

En aquest escenari, en esclatar la Guerra del Francès, el Regne de Portugal, el 20 de maig de 1801, fou envaït per tropes espanyoles sota comandament de Manuel Godoy, que ràpidament conquerí les places d'Olivença, Juromenha i altres de l'Alt Alentejo: l'episodi es coneix com Guerra de les Taronges.
El governador de la plaça forta d'Olivença, Júlio César Augusto Chermont, rebé ordres de no disparar i no oferí resistència a la invasió, igual com succeí a la veïna Fortalesa de Juromenha.
Sorprés, mal preparat i subjugat per la desproporció de forces, Portugal fou obligat a signar el tractat de Badajoz, de 6 de juny de 1801, i hi cedí a les exigències de Napoleó Bonaparte i de Carles IV d'Espanya, i reconegué a Espanya, en l'Art. III:
"Sa Majestat catòlica conservarà en qualitat de conquesta, per unir-la perpètuamente als seus dominis i vassalls, la plaça d'Olivença, el seu territori i poblacions des del [riu] Guadiana; de manera que aquest riu siga el límit del seus respectius regnes."
El tractat de Badajoz estipulava que la violació de qualsevol dels seus articles, per qualsevol de les parts contractants, en conduiria a l'anul·lació, cosa que va succeir amb la signatura del tractat de Fontainebleau el 27 d'octubre de 1807 i subsegüent invasió francoespanyola de Portugal. El príncep regent, en arribar a Brasil, va declarar nul el tractat de Badajoz l'1 de maig de 1808, i deixà així, doncs, de reconéixer l'ocupació espanyola d'Olivença.

### Nul·litat del tractat de Badajoz
Des de la fi de la Guerra Gran (1793-1795), França i Espanya planejaven envair Portugal i repartir-se'l. Dels acords entre aquests dos estats resultà la invasió de Portugal per tropes espanyoles, auxiliades per les franceses. El 20 de maig de 1801 el governador d'Olivença es lliura a l'exèrcit ocupant, sense resistència, i el mateix feu el governador de Juromenha.
En situació de feblesa diplomàtica i sota amenaça de guerra, el govern portugués cedí a l'exigència de Carles IV d'Espanya, i signà el doble tractat de Badajoz de 6 de juny i el tractat de Madrid de 29 de setembre de 1801.
A més de sotmetre's a les pretensions franceses, Portugal es veié obligat a reconéixer a Espanya la possessió de la «plaça d'Olivença, el seu territori i pobles des del Guadiana», i aquest riu esdevingué frontera entre els dos estats.
El tractat de Badajoz va ser negociat entre les dues parts en conflicte: Portugal, en condició d'estat envaït; França i Espanya, conjuntament, com a invasors.
Posant fi a la negociacions, es redactà un doble tractat de pau signat entre Portugal i Espanya i entre Portugal i França, i tots dos valen com un sol tractat, com a texts diplomàtics connexos. Així, es diu en el preàmbul del tractat:
"Havent-se posat d'acord els plenipotenciaris de les tres potències bel·ligerants, s'avingueren a formar dos tractats, que en essència en són un, doncs la garantia n'és recíproca, i no en serà vàlid cap dels dos si es verificàs la infracció de qualsevol dels articles que s'hi expressen."
Reforçant el principi de la unicitat del Tractat de Badajoz i fonamentant les reivindicacions portugueses sobre la seua nul·litat, n'hi ha l'article IV, en què s'estipula:
"Si en aquest o altre article hi hagués cap infracció, es donarà per nul el Tractat de Badajoz que ara s'estableix entre les tres potències, compresa la mútua garantia, segons s'expressa en els seus articles."
La reciprocitat de la validesa o no-validesa dels dos tractats és clarament expressa en l'article VIII del text francés, en què s'afirma: «qualsevol infracció d'aquest tractat serà considerada pel cònsol primer com una infracció al tractat actual», la qual cosa significa que qualsevol infracció al tractat lusofrancés constituïa una infracció al tractat lusoespanyol, ja que ambdós constituïen un sol tractat.
Són diverses les raons sobre la nul·litat del tractat de Badajoz. A més de l'incompliment del termini de ratificació per part de França, com s'estipulava en l'article IX, cosa que va dur a la signatura del tractat de Madrid de 29 de setembre de 1801, hi ha aquestes causes sobre la nul·litat del tractat de Badajoz:

### Manca de manifestació de la lliure voluntat de Portugal
Les circumstàncies en què Portugal signà el tractat de Badajoz, amb els exèrcits francesos i espanyols amenaçant d'augmentar les accions de força contra el territori portugués que tenien parcialment ocupat, violen el principi segons el qual els afers jurídics només són vàlids amb la lliure manifestació de la voluntat de les parts.

### Tractat de Fontainebleau i violació de la pau
El tractat de Badajoz de 1801 era un «tractat de pau», com expressament va quedar definit en el preàmbul. En l'article I s'estipulava:
"Hi haurà pau, amistat i bona correspondència entre Sa Altesa Reial el príncep regent de Portugal i dels Algarves, i Sa Majestat catòlica el rei d'Espanya, així per mar com per terra, en tota l'extensió dels seus regnes i dominis."
Malgrat haver estat agredit i envaït per les forces francoespanyoles, sense qualsevol motiu que no fos la decisió de rebutjar abandonar la seua aliança amb Gran Bretanya, Portugal hagué d'acceptar la pau en circumstàncies humiliants. A canvi de l'acceptació de la pau, que es verificà sota amenaça de majors represàlies, Portugal acceptà les exigències d'Espanya i França, entre les quals hi havia el reconeixement de la possessió espanyola d'Olivença.
Conforme s'estipulava en l'article IV, la violació de la pau implicava la nul·litat del tractat de Badajoz. I això va succeir al 1807, quan Espanya i França signaren el tractat de Fontainebleau, pel qual preveien la divisió de Portugal en tres parts, i ocuparen el país pocs mesos després, per donar execució a aquest projecte. Espanya perdia així qualsevol dret a la possessió del territori d'Olivença, en anul·lar, per responsabilitat seua, l'únic document de valor jurídic amb què podria fonamentar la seua sobirania sobre aquell tros de l'Alentejo.
A conseqüència de la invasió de Portugal per forces francoespanyoles, cosa que va dur la família reial a transferir la seu de la monarquia portuguesa a Brasil, el príncep regent, En Joan, publicà un manifest, amb data d'1 de maig de 1808, considerant «nuls i sense gens de vigor» els tractats de Badajoz i de Madrid de 1801.

### Tractat de París de 1814
El 31 de març de 1814 les forces aliades entren a París, i obliguen a abdicar Napoleó Bonaparte. Les hostilitats resultants de les guerres napoleòniques s'acabaren per una convenció signada el 23 d'abril, a la qual s'adherí el príncep Joan el 8 de maig del mateix any. El 30 de maig de 1814 se signa el tractat, el contingut del qual, en francés, és aquest:
«Les potències, reconeixent la justícia de les reclamacions de SAR el príncep regent de Portugal i Brasil, sobre la vila d’Olivença i altres territoris cedits a Espanya pel tractat de Badajoz de 1801, i per la seua restitució, com una de les mesures a assegurar entre els dos regnes peninsulars la bona i estable harmonia a conservar arreu d’Europa ha estat l'objectiu constant dels seus acords, es comprometen formalment a utilitzar-la per conciliar els seus esforços més eficaços per tal de retornar aquests territoris a favor de Portugal; i les potències reconeixen, en el que les concerneix, que aquest acord s'ha d'efectuar al més aviat possible».

### El congrés de Viena i la restitució d'Olivença
En relació amb els interessos portuguesos sobre la vila d'Olivença, l'acta final del congrés de Viena, a l'artº 105, repeteix:
"Les potències, reconeixent la justícia de les reclamacions formulades per SAR el príncep regent de Portugal i de Brasil, sobre la vila d'Olivença i els altres territoris cedits a Espanya pel tractat de Badajoz de 1801, i pretenent la restitució d'aquests com una de les mesures apropiades a assegurar entre els dos regnes de la península [Ibèrica], aquella bona harmonia completa i estable que ha de ser mantinguda entre totes les parts d'Europa, … dels seus arranjaments, es comprometen formalment a emprar dintre de les vies de conciliació els seus esforços més eficaços a fi que la retrocessió d'aquest territoris en favor de Portugal siga efectuada; i les potències reconeixen, siga quina en siga, que aquest arranjament ha de tenir lloc al més aviat possible.")
Era així, formalment i definitivament allunyada qualsevol força jurídica que es volgués resultar d'anteriors tractats que entrassen en enfrontament amb la nova Magna Carta Europea, expressament el tractat de Badajoz, imposat a Portugal en el context de la Guerra del Francès, al final de la Guerra de les Taronges, per la força conjunta de les llavors aliades França napoleònica i Espanya borbònica. Dos anys després del congrés, el 7 de maig de 1817, també Espanya ratificaria la seua acta final.

### La disputa d'Olivença
Havent-se realitzat dos acords per definir les fronteres entre ambdós estats, el 1864 i el 1926, en ambdues ocasions quedà per delimitar una franja de l'Alentejo coincident amb el territori d'Olivença, ja que Portugal no reconeix la sobirania espanyola sobre la regió i en virtut que Espanya continua ajornant la devolució d'aquella terra portuguesa.
El projecte del Centre d'Estudis d'Arquitectures Transfrontereres, creat a Olivença el 1995, conté aquesta afirmació, esclaridora sobre la qüestió:
"Des d'una perspectiva diplomàtica, Olivença resulta ser un tema pendent entre ambdós estats, fins al punt que la comissió interministerial encarregada de revisar els límits fronterers entre ambdós estats, deixa permanentment sobre la taula la delimitació dels marcs fronterers que es corresponen amb el terme municipal olivençà."
A gener de 2001, durant la visita del president d'Espanya a Portugal, en ser entrevistat per la premsa portuguesa i en recordar-li incisivament que hi ha qüestions que generen susceptibilitats (…) durant desenes d'anys, com ara els límits fronterers, sobretot en el cas d'Olivença, no hi va respondre. Alguns observadors de les relacions internacionals d'aquell estat recorden que Espanya ve reivindicant drets sobre Gibraltar –amb l'argument de constituir-se en l'única colònia en Europa-, regió reconquistada als àrabs per Castella el 1462 i que fou cedida a Anglaterra pel tractat d'Utrecht (1713), en un acte perfecte a la llum del dret internacional.
Transcorreguts gairebé dos segles des de la signatura de l'acta final del congrés de Viena, perquè el silenci de Portugal no s'entenga com un reconeixement tàcit de l'ocupació per Espanya, la diplomàcia portuguesa ha recordat a la de la segona, periòdicament, els drets que li assisteixen sobre Olivença.